# Kielmeyera membranacea
Kielmeyera membranacea är en tvåhjärtbladig växtart som beskrevs av Giovanni Casaretto. Kielmeyera membranacea ingår i släktet Kielmeyera och familjen Calophyllaceae. Inga underarter finns listade i Catalogue of Life.